# Matuanus rufomaculatus
Matuanus rufomaculatus är en insektsart som beskrevs av Andrej Vasiljevitj Gorochov 2003. Matuanus rufomaculatus ingår i släktet Matuanus och familjen syrsor. Inga underarter finns listade i Catalogue of Life.